# Jupiter (Schiff, 1961)
Die Jupiter, ex Moledet, war ein Passagier- und Kreuzfahrtschiff, das 1988 im Hafen von Piräus nach einer Kollision sank.

## Bau und technische Daten
Das Schiff lief am 19. Februar 1961 bei Ateliers et Chantiers de Bretagne in Nantes mit dem Namen Moledet vom Stapel und wurde noch im gleichen Jahr an die israelische Reederei „ZIM“ Israel Navigation Company ausgeliefert. Es war 126,65 m lang und 19,89 m breit, hatte 6,45 m Tiefgang und war mit 7.811 BRT und 3.828 NRT vermessen. Die Tragfähigkeit betrug 2.104 Tonnen. Zwei 9-Zylinder-4-Takt-Schiffsdieselmotoren von SMET Pielstick mit je 4.767 kW ergaben über zwei Schrauben eine Geschwindigkeit von 17 Knoten.
Die Moledet war als Einklassenschiff konzipiert und zielte auf den wachsenden Markt für Touristenreisen. Sie bot Raum für 594 Passagiere, mit Kabinen auf sechs Decks. Die besseren Kabinen mit eigener Sanitäreinrichtung befanden sich auf dem Promenadendeck. Die übrigen Kabinen waren über das Lido-, Haupt-, Restaurant-, Theater- und A-Deck verteilt. Die meisten davon waren Vier-Bett-Kabinen, aber es gab auch einige Zweier- und Sechser-Kabinen. Hinzu kamen ein großer Speisesaal, Speiseraum für Kinder, Kino, Synagoge, Schwimmbad und zwei große Aufenthaltsräume. Zufahrt in die PKW-Garage war durch eine Seitenluke im Vorderschiff.

## Laufbahn
Die Moledet, mit Heimathafen Haifa, befuhr die Linie Haifa – Limassol – Neapel (oder Genua) – Marseille, die sie in 4½ Tagen bewältigte, und kehrte dann über die gleichen Häfen zurück. Außerdem führte sie zahlreiche Kreuzfahrten durch. Das Schiff, obwohl nicht selten von Maschinenproblemen geplagt, war bei seinen Passagieren sehr beliebt.
Der Siegeszug der Passagierluftfahrt führte auch beim Linienpassagierdienst der ZIM gegen Ende der 1960er Jahre zu so hohen Verlusten, dass dieser eingestellt wurde. Die Moledet wurde 1969, nach insgesamt 225 Reisen, aus dem Verkehr gezogen und am 28. September 1970 an die griechische Epirotiki Lines aus Piräus verkauft. Mit dem Verkauf ihres letzten Passagierschiffes beendete die ZIM ihr Passagiergeschäft.
Das Schiff wurde umbenannt in Jupiter. Äußerlich durch eine Verlängerung des Hauptdecks nach vorn nur unwesentlich verändert, wurde die Jupiter ein beliebtes Kreuzfahrtschiff. Ihre erste Fahrt unter dem neuen Namen begann am 7. Mai 1971.

## Untergang
Am 21. Oktober 1988 gegen 18:00 Uhr legte die Jupiter im Hafen von Piräus ab, um auf eine einwöchige Studienreise im Mittelmeer zu gehen. An Bord waren, neben der Besatzung von 110 Mann, 391 britische Schulkinder im Alter von 13 bis 15 Jahren und 84 Lehrer. Nur 15 Minuten später kollidierte das Schiff außerhalb der Hafeneinfahrt, etwa 1,2 Seemeilen südwestlich der Ostmole, mit dem italienischen Autotransporter Adige, der gerade in den Hafen einfuhr. Die Kollision riss ein Leck von 4,5 × 12 m Größe in die hintere Hälfte der Backbordseite der Jupiter. Das Schiff lief schnell voll Wasser, erlitt Maschinenausfall, erhielt starke Schlagseite, und begann über das Heck zu sinken. Die Rettungsboote konnten wegen der starken Schlagseite nicht benutzt werden. Die Mehrheit der Passagiere und Besatzungsmitglieder wurden von kleinen Schiffen und Booten übernommen, als der Wasserspiegel die oberen Decks erreichte, aber etwa zwei Dutzend Schüler wurden nach dem Untergang des Schiffs aus dem Wasser geborgen. Nach nur 40 Minuten, um 18.55 Uhr, war das Schiff in 75 m Wassertiefe auf der Position 37° 56′ N, 23° 36′ O versunken. Eine Schülerin, ein Lehrer und zwei Besatzungsmitglieder kamen ums Leben.

## Nachspiele
Das Wrack blieb an der Untergangsstelle liegen. Im September 1999 kam es zu einem erheblichen Austritt von Öl aus dem Wrack, wahrscheinlich verursacht durch ein Erdbeben am 9. September. Daraufhin wurden in 43-tägiger Arbeit rund 195 m³ Öl aus dem Wrack abgepumpt.
Der psychologische Effekt der Katastrophe wurde in einer zehn Jahre später veröffentlichten Studie des Institute of Psychiatry am King’s College London erforscht und auch in dem 1999 erschienenen Buch einer der betroffenen Lehrerinnen thematisiert. Viele der Jugendlichen litten demnach an Posttraumatischer Belastungsstörung. Eine im Februar 2009 eingerichtete Facebook-Seite für Überlebende des Jupiter-Untergangs („Jupiter disaster survivors“) zeigt, dass viele von ihnen noch immer mit den psychologischen Folgen ringen.